# Consulat général de Russie à Strasbourg
Le consulat général de Russie à Strasbourg est une représentation consulaire de la fédération de Russie en France. Il est situé place Sébastien Brant, à Strasbourg, en Alsace.
Le bâtiment actuel est occupé par le consulat depuis 2007. Auparavant, le consulat occupait les mêmes locaux que la représentation diplomatique auprès du Conseil de l'Europe, située allée de la Robertsau, près de l'institution internationale.
Le consulat recense 800 expatriés russes. Le nombre réel de Russes dans la circonscription du consulat, qui comprend le grand Est, à savoir l'Alsace, la Franche-Comté et la Lorraine, est certainement bien plus important.